# Basílica de Damous El Karita

Localización de la basílica (n.º4) y de la rotonda (n.º5) sobre el plano general del sitio arqueológico de Cartago.

La basílica de Damous El Karita es una basílica tunecina en ruinas que data de la Antigüedad tardía y de la época bizantina. Está ubicada en la meseta del Odeón en el interior del sitio arqueológico de Cartago.
Fue el complejo arquitectónico cristiano más importante, conocido al interior de la capital de la África proconsular. Según Noël Duval, fue a la vez uno de los «más célebres monumentos paleocristianos», pero también uno de los «más maltratados y menos conocidos». En efecto, el complejo arquitectónico ha sido uno de los conjuntos cristianos más consecuentes del África del Norte tanto de la Antigüedad tardía como de la Alta Edad Media. Además de las dos iglesias, el conjunto arquitectónico incluyó, por lo menos, un martyrium, los hipogeos y una rotonda subterránea.
Se trata del primer monumento cristiano descubierto en Cartago, pero el conjunto ha sido excavado «de forma incompleta [y] en condiciones desastrosas», según Noël Duval. Si la edificación fue desarmada a fines del siglo XIX e inicios del siglo XX por el padre Alfred Louis Delattre, la excavación del complejo nunca fue terminada; se realizaron estudios parciales a fines de los años 1990 sobre la rotonda, por parte de un equipo tunecino-austriaco bajo la dirección de Heimo Dolenz.
La importancia del complejo ha hecho pensar a los especialistas que el lugar fue no solo un centro funerario, sino también un lugar de peregrinaje, relacionado con los cultos de santos inhumados allí y también a fiestas religiosas importantes. La identificación de la basílica es compleja, pero luego de los últimos trabajos de ciertos autores, se acepta la identificación con una basílica conocida por las fuentes literarias como la basilica Fausti.

## Etimología
El nombre actual proviene supuestamente de una deformación del latín domus caritatis o «casa de la caridad».

## Historia

### Historia antigua
La comunidad cristiana en Cartago se desarrolló desde el siglo III, según las fuentes literarias, como Tertuliano y San Cipriano, y los lugares de culto identificados son muy a menudo fechados en el siglo IV. La ciudad de Cartago parece haber estado organizada en regiones eclesiásticas, cada una de las cuales era administrada por un archidiácono en nombre y bajo la autoridad del obispo. Cada una de ellas poseía un vasto conjunto con baptisterios y anexos. La organización en región de Cartago fue copiada de la organización de la Iglesia católica en Roma que había establecido siete regiones eclesiásticas desde mediados del siglo III. Hasta la fecha se conocen seis regiones. Azedine Beschaouch menciona siete regiones para la metrópoli africana

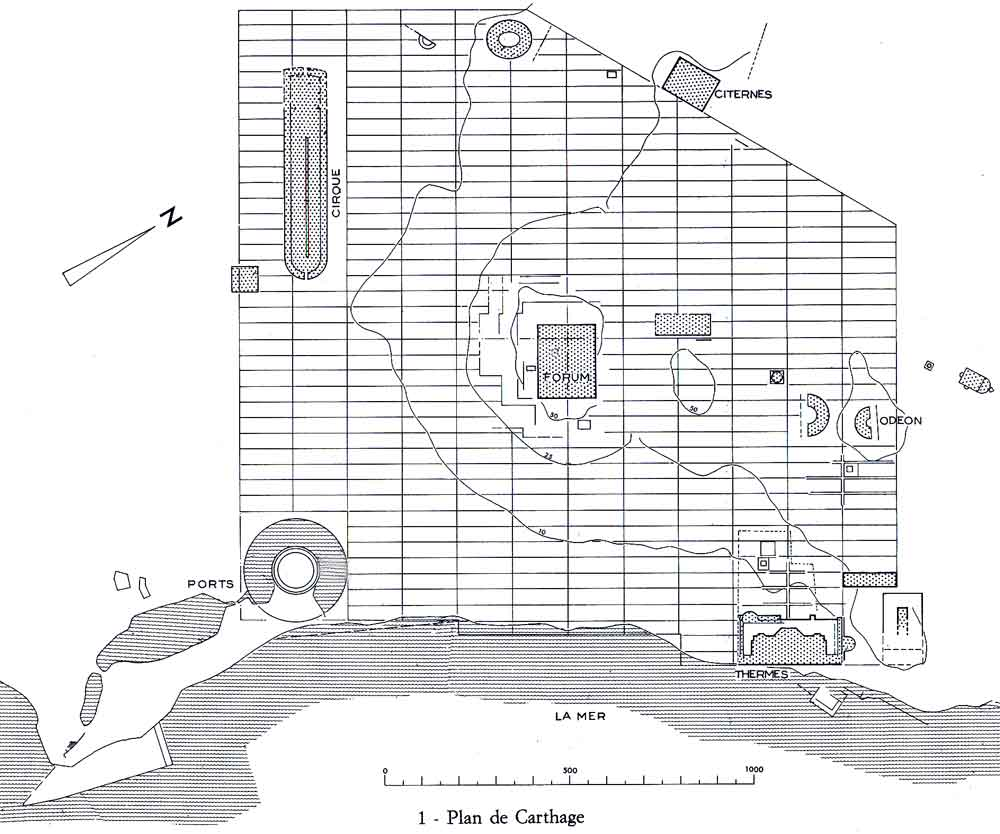
Plano de la Cartago romana, con la ubicación de sus principales monumentos: el complejo de la basílica y la rotonda de Damous El Karita está localizado fuera de la cuadrícula, a la derecha.

Los primeros restos arqueológicos de la presencia cristiana en Cartago se remontan al siglo III, las tumbas y los vestigios materiales se volvieron numerosos alrededor de 390-420 Los cementerios cristianos han sido fechados a fines del siglo II e inicios del siglo III; una devoción se instaló sobre los lugares debido a la presencia supuesta de reliquias de mártires. La literatura evoca también iglesias que albergaron concilios de Agustín de Hipona desde fines del siglo IV. Una treintena de construcciones relacionadas con el culto cristiano han sido encontradas desde los inicios de la arqueología cartaginesa.
La identificación de los lugares de culto conocidos presenta ciertos problemas. La catedral de Cartago no es conocida y no se trata de Damous El Karita que, según Duval, es «ciertamente el santuario más venerado en medio del principal cementerio cristiano». Marc Griesheimer, siguiendo los trabajos de Heimo Dolenz de 1996-1997, sobre la base de la presencia de un baptisterio y de su ubicación, propone identificarla con una basilica Fausti, citada por textos literarios como la Historia de la persecución de los vándalos (Historia persecutionis Wandalorum) de Victor de Vita, que desempeñó un papel importante en la historia eclesiástica de Cartago: fue la sede de un concilio en dos ocasiones (419 y 421) y de una reunión de obispos en 418. Debido a su tamaño, habría servido al obispo Deogratias de Cartago junto con otra basílica suburbana de Cartago, la basilica novarum, para albergar a los prisioneros capturados durante el saqueo de Roma llevado a cabo por Genserico en 455.
Las primeras excavaciones descubrieron un columbario que contenía urnas funerarias, así como cisternas de la época romana. Fragmentos de mármoles de la época pagana fueron identificados por Delattre, en particular, epitafios.

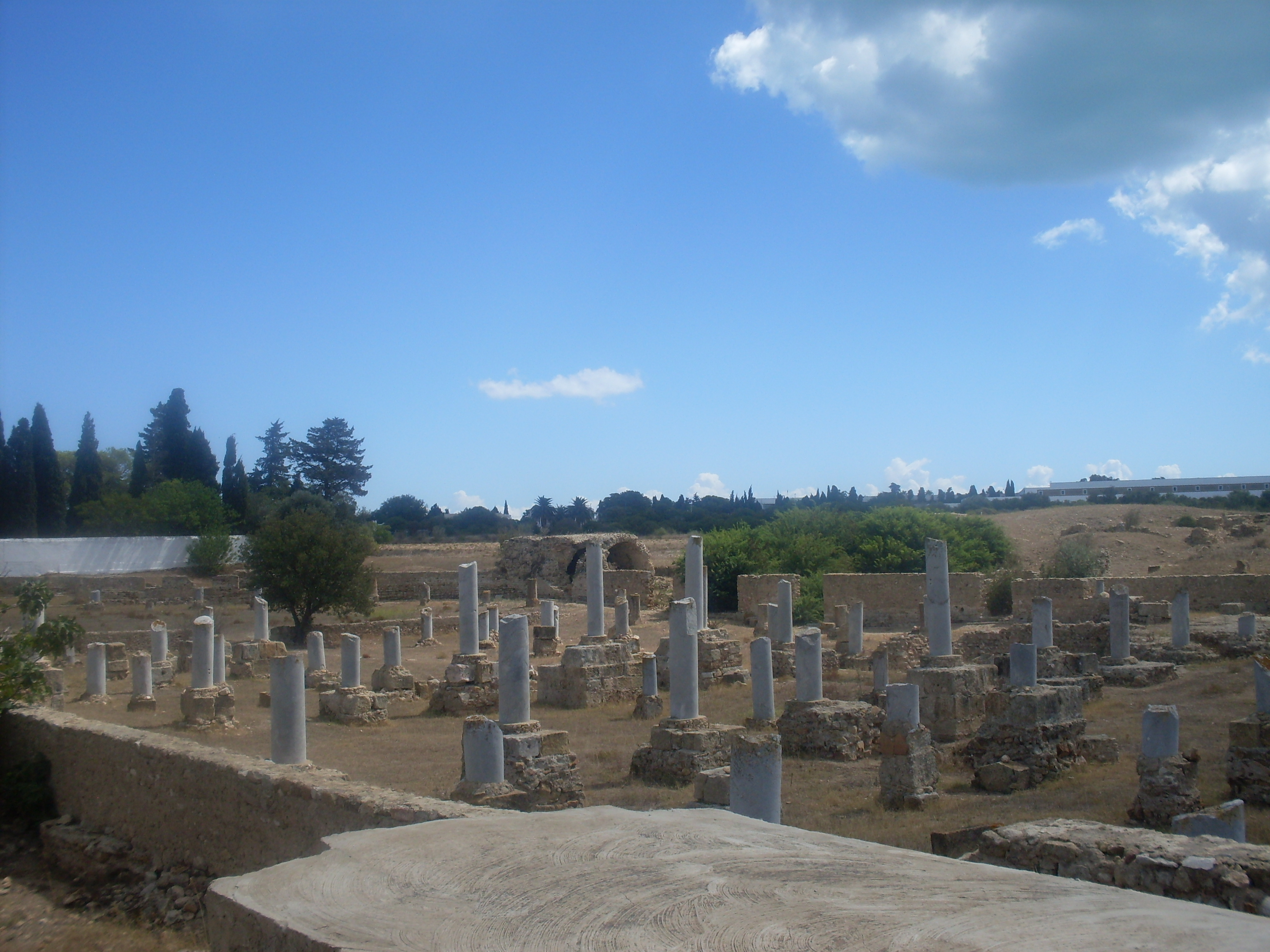
Vista general de la basílica.

El complejo arquitectónico está situado en las proximidades de una de las puertas de la muralla antigua, más precisamente, a 150 metros del muro de Teodosio, construido en 425, y sobre el borde septentrional de la colina del odeon.
Los documentos antiguos han permitido identificar las diversas fases de construcción, la primera de las cuales parece datar de fines del siglo IV. Los elementos arquitectónicos y las esculturas encontradas en las distintas excavaciones no son anteriores al siglo V y testimoniarían un estado tardío del edificio. El complejo cambió de tamaño en varias ocasiones: fue agrandado y luego reducido por razones que se ignoran. El apogeo de la construcción parece haber sido en el siglo VI, incluso si el complejo parece haber tenido una historia difícil de entender. Noël Duval propuso tres etapas en la evolución de la construcción: en un primer momento, la construcción habría estado orientada hacia el sureste (ábside) - noroeste (porche). La gran iglesia habría sido edificada después de un cambio en el eje antes de que la construcción tardía retomara la orientación original. Noël Duval no excluye una interpretación diferente, según la cual la construcción habría tenido un ábside lateral como se ha encontrado en otros sitios arqueológicos, tal es el caso de Maktar.

### Redescubrimiento del sitio

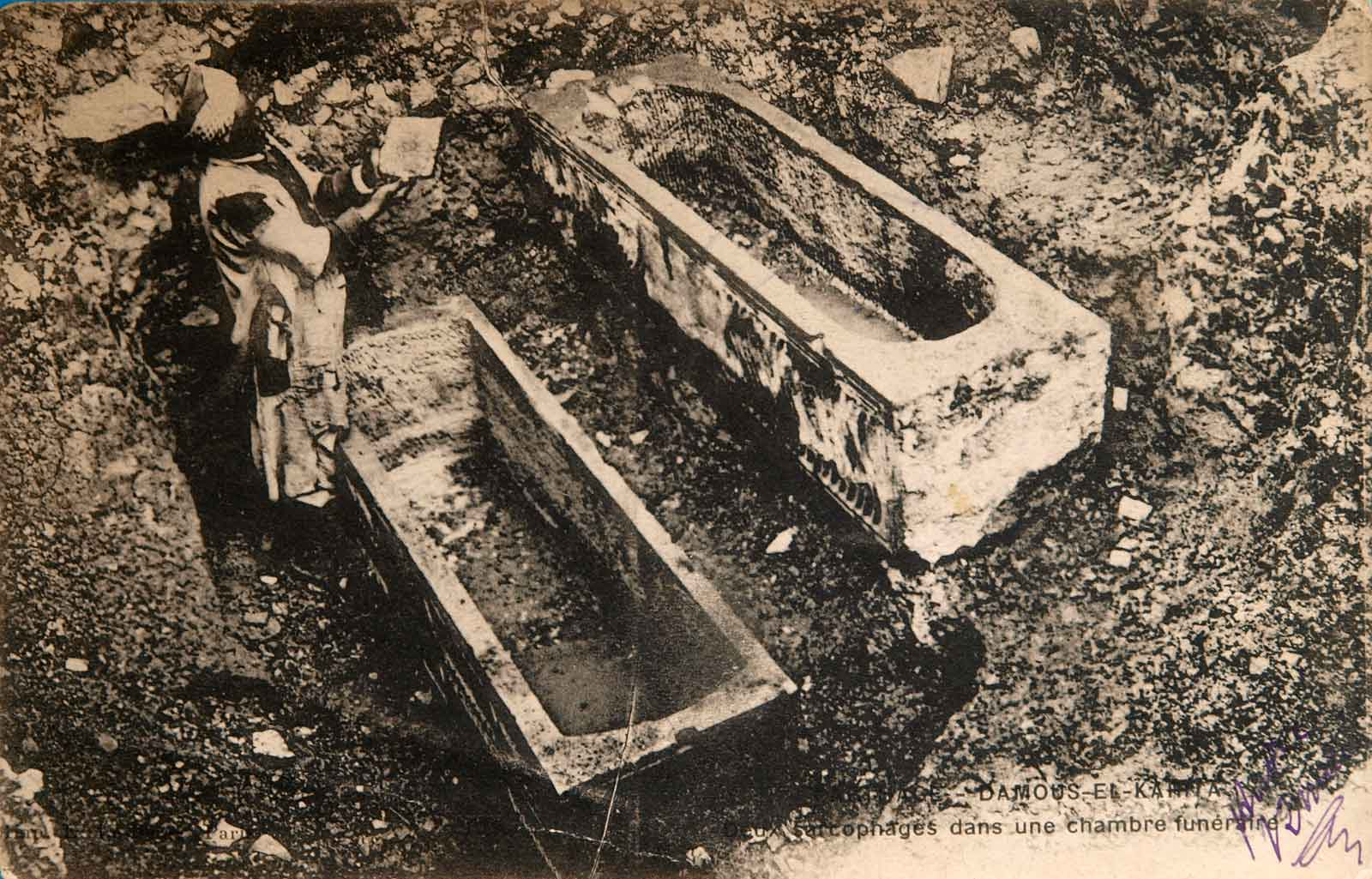
Descubrimiento de sarcófagos en las excavaciones dirigidas por Alfred Louis Delattre

La basílica fue redescubierta en 1878 por el padre Alfred Louis Delattre, uno de los pioneros de la arqueología cartaginesa. Este redescubrimiento suscitó el establecimiento de una misión arqueológica permanente en Cartago, a petición del cardenal Charles Martial Lavigerie; sin embargo, las excavaciones se llevaron a cabo de forma interminente por motivos presupuestarios
Las primeras excavaciones fueron objeto de informes breves, redactados de acuerdo a los métodos arqueológicos de la época y la estratigrafía no es muy detallada. El objetivo principal era, entonces, recuperar inscripciones funerarias cristianas, cuyos fragmentos encontrados se contaban por miles: el recuento realizado desde 1892 menciona 14 000 fragmentos. Los epitafios raramente estaban intactos, incluso si algunos han podido ser reconstruidos. Delattre menciona en 1911 inscripciones: una sobre un obispo, otra de un sacerdote y varias de religiosos y la mayor parte relativa a fieles del lugar.
En 1897, una parte de las ruinas fue explotada como cantera de materiales. Uno de los hipogeos encontrados fue reproducido para ser presentado en la exposición universal de París de 1900.
Varios cientos de fragmentos de bajorrelieves, principalmente de sarcófagos y de lápidas funerarias, son descritos por Delattre como de una iconografía muy rica. Así, evoca una Anunciación encontrada en 1889 con bajorrelieves decorativos. Asimismo, señala que las lápidas funerarias más importantes medían dos metros por sesenta centímetros y fueron realizadas en una piedra local. Finalmente, menciona un reloj de sol cóncavo con el crismón en el centro. Entre los relieves emergidos, algunos estaban en múltiples fragmentos y en otros figuran personajes mutilados intencionalmente, según Delattre. Dos relieves de la «adoración de los pastores y los pagos» encontrados en las excavaciones figuran entre los mejores ejemplos conocidos de la escultura paleocristiana.

### Excavaciones en elsigloXX

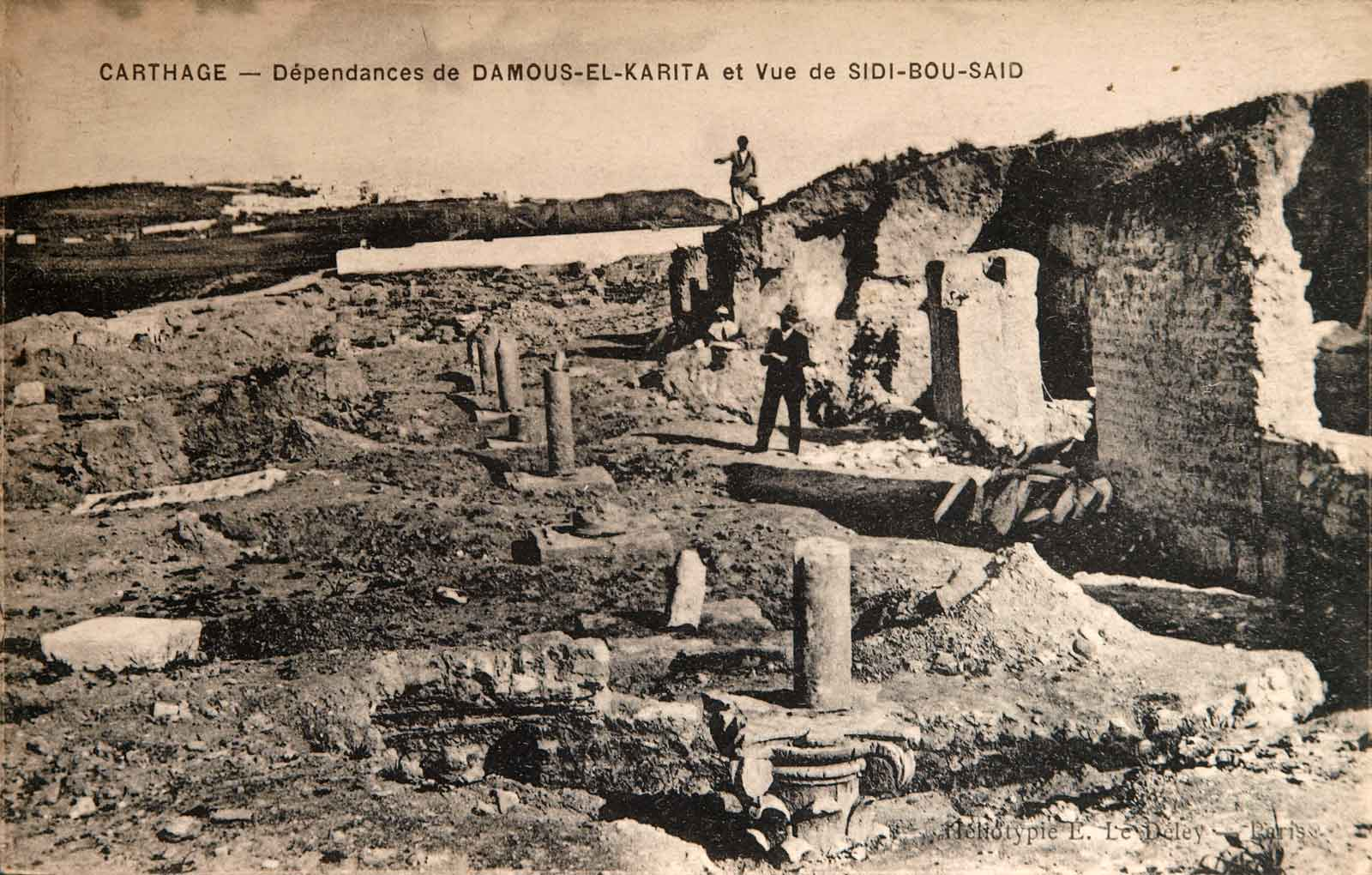
Postal antigua de las excavaciones de los cellæ en 1911.

Una parte de las dependencias fue despejada en 1911, en particular, la zona entre la basílica y la rotonda que se despejó en 1912 tras el descubrimiento de numerosos fragmentos de capiteles y de muebles corales. La excavación de la rotonda se efectuó a partir de la cúpula.
Entre los descubrimientos de 1911, Delatre menciona la posibilidad que exista otra basílica rectangular dividida en tres naves. Durante la excavación del hipogeo de arcosolia, se encontraron vestigios de bajorrelieves, de candiles con motivos cristianos, vasos de vidrio, así como una mano que da la bendición. La preservación estuvo a la orden del día porque una puerta fue colocada sobre este elementos y las escaleras fueron consolidadas.

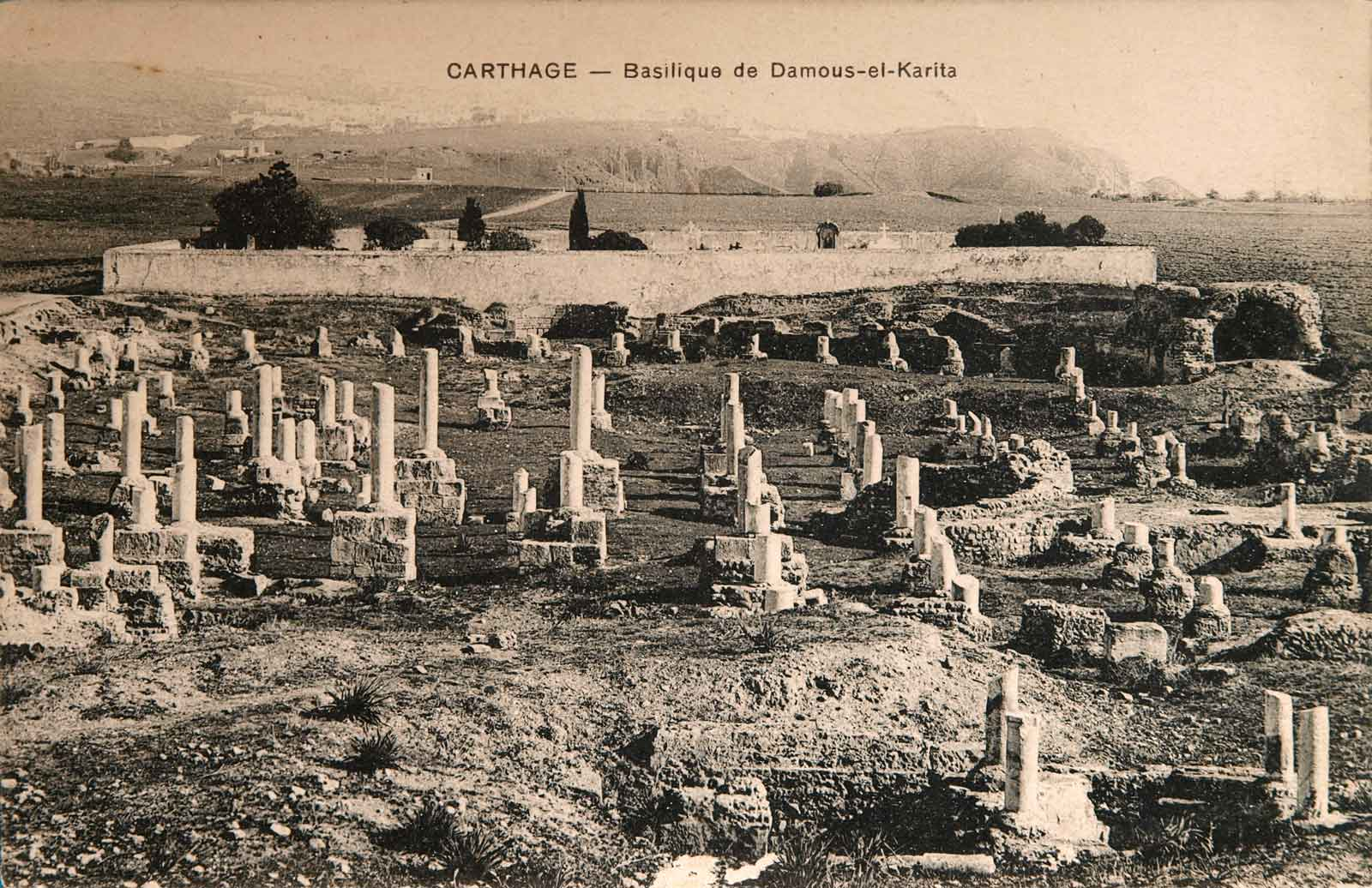
La basílica en una postal antigua, vista sobre el cementerio católico.

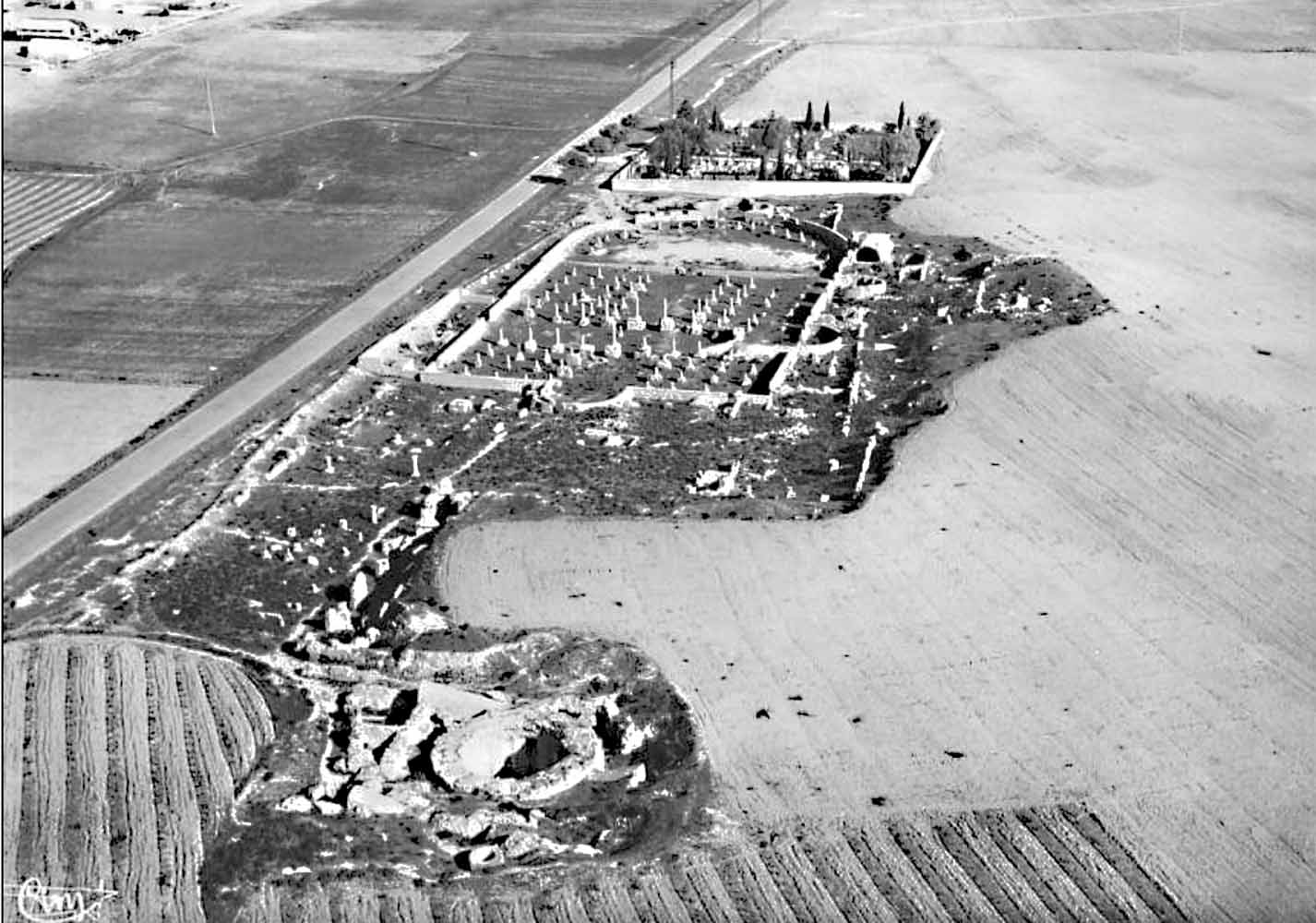
Vista aérea del complejo arquitectónico, ca. 1950.

Al noreste del edificio, se encontraba un cementerio católico para albergar las sepulturas de los Padres blancos.
El sitio ha sido intensamente excavado y también ha sido objeto de «restauraciones» intempestivas, efectuadas para el Congreso Eucarístico Internacional de 1930; de forma semejante a las efectuadas sobre la basílica de San Cipriano, situada sobre la colina de Santa Mónica. Varias fotografías tomadas durante el primer tercio del siglo XX, antes de las restauraciones intempestivas, han sido conservadas.
En los años 1960, Alexandre Lézine estudió en particular la rotonda de la basílica En 1973-1974, en el marco de la campaña internacional de la Unesco «Para salvar Cartago», la rotonda de Damous El Karita fue objeto de un estudio por parte de un equipo búlgaro encabezado por Stephen Boyadjiev Los equipos propusieron entonces restauraciones de esta parte del complejo.
En 1996-1997, los anexos de la basílica fueron estudiados por un equipo tunecino-austríaco y por Heimo Dolenz. La excavación del complejo quedó incompleta y las conclusiones de Delattre sobre la evolución del edificio fueron desestimadas por Noël Duval.

## Vestigios

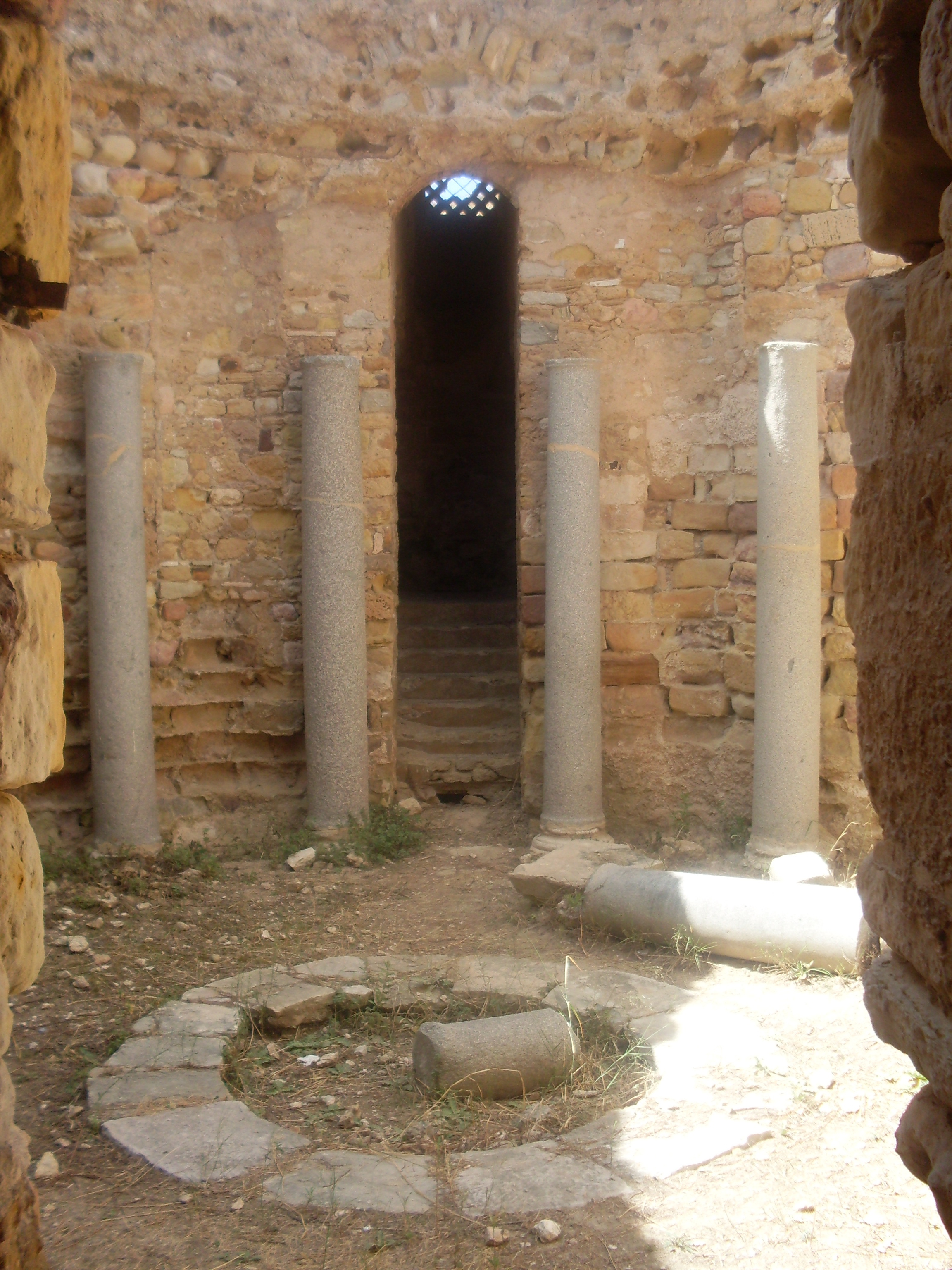
Rotonda situada cerca de la basílica.

### Generalidades
El complejo arquitectónico quedó excavado parcialmente a inicios de los años 1990: la superficie conocida del complejo es de 1500 m², de los cuales 2925 m² corresponden al quadratum populi.
Las investigaciones arqueológicas que tuvieron lugar para encontrar tumbas e inscripciones paleocristianas han despojado al monumento de la mayor parte de su material, lo que explica por qué sus vestigios actuales sean poco impresionantes. Miles de sepulturas fueron encontradas tanto en el atrio como en la basílica en  stricto sensu. Además de la función funeraria vinculada a las sepulturas santas, el complejo parece haber sido el lugar de fiestas religiosas importantes relativas a sus mártires o incluso uno de los lugares de peregrinación más importantes de toda África del Norte.
Un edificio enorme en un inicio (medía 65 por 45 metros con nueve naves y once intercolumnios para el espacio central), el sitio se componía, además de la basílica, de un baptisterio y de un conjunto que podía haber albergado monjes (o religiosos, según Delattre). En su último estadio, el monumento estaba muy reducido, únicamente con tres naves y cinco intercolumnios, lo que denota una fuerte degradación.

### Plan

#### Atrio y pórtico
Al noreste de la basílica se encuentra un atrio semicircular con un pórtico, rodeado por una galería cubierta. En su extremo se sitúa una capilla funeraria en forma de trébol, quizás un martyrium dedicado a los mártires de los siglos II y III. Delattre piensa que los muros estaban revestidos de mosaicos y que cada ábside constaba de un sarcófago. Esta capilla albergó una tumba, de la cual subsisten pocos elementos. Estos dos primeros elementos forman un conjunto homogéneo, según Noël Duval, lo que parece descartar la hipótesis original de una capilla primitiva en forma de trébol. En el medio del patio con pórtico se encontraba una fuente octogonal que era empleada para las abluciones.

#### Basílica

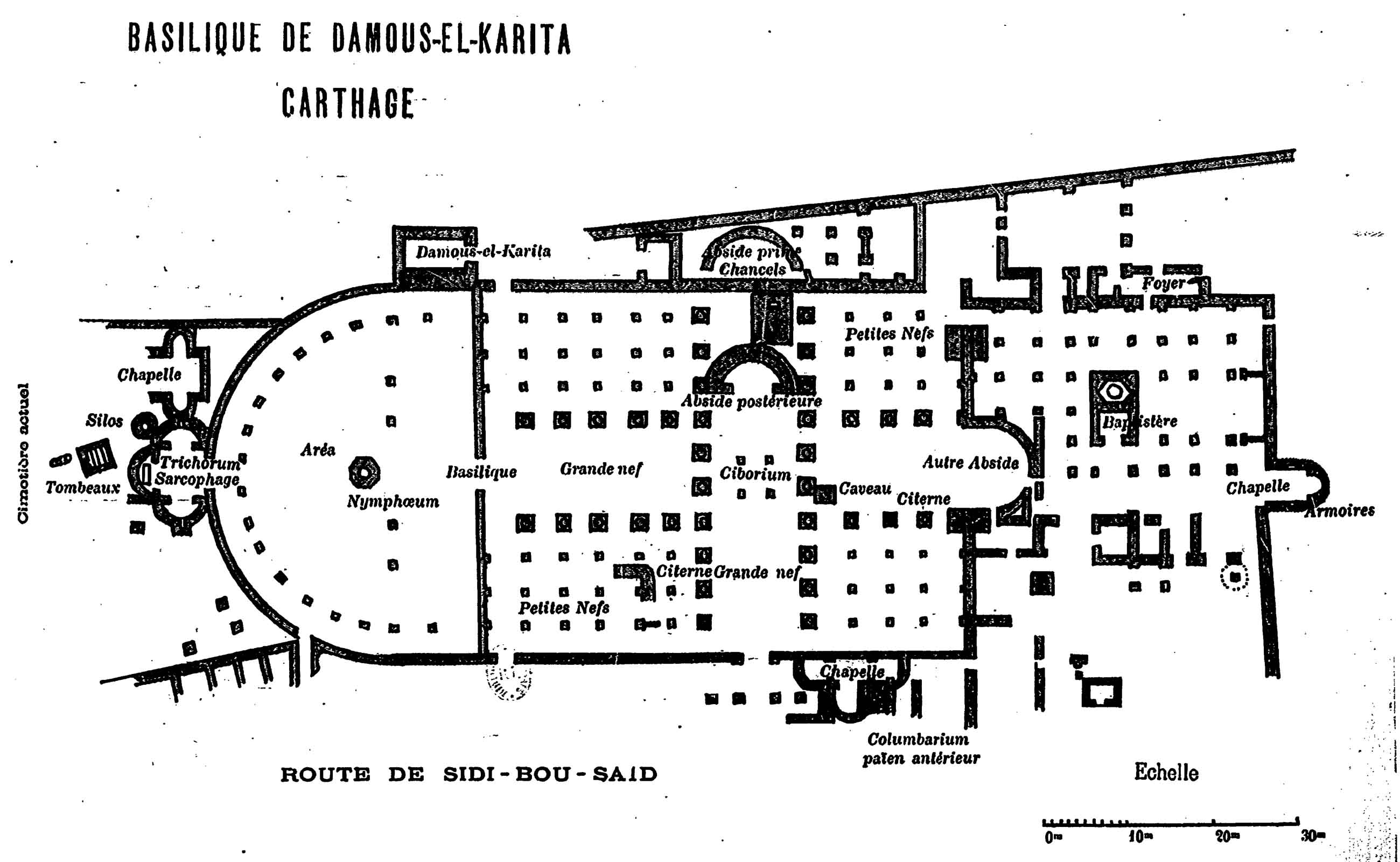
Plano trazado por Delattre en 1892.

El elemento arquitectónico más macizo del complejo es una iglesia de nueve (luego once) naves, la más ancha de las cuales mide 12,80 metros, y once intercolumnios cuyos pilares son capiteles corintios, los fustes de las columnas de mármol verde y los capiteles y basas de mármol blanco. El edificio principal, orientado hacia el suroeste-noreste y que medía 65 por 45 metros, fue modificado. Duval considera que los fundamentos orientados noreste-suroeste pertenecieron a una etapa tardía del edificio. Al centro de la iglesia se encontraba el altar y un ciborio; Delattre notó que los altares en África eran a menudo de madera.
Los altares en África estaban a menudo situados en medio de la congregación de fieles —con reliquias ubicadas en su base— y enmarcados por un muro. Esta disposición no se ha puesto en evidencia en Damous El Karita en las excavaciones destinadas a recoger material arqueológico. Las numerosas sepulturas que han sido identificadas parecen confirmar la presencia de las reliquias, así como los elementos del complejo para conmemorar a los santos. Las inhumaciones ad sanctos han conducido al nacimiento de mosaicos funerarios encontrados en gran cantidad en África.
La cobertura del crucero de las dos naves más grandes no ha sido determinada: Stéphane Gsell piensa que tenía una cúpula, pero no se excluye un tragaluz con linterna. Al centro del edificio, parece haber tenido una cúpula, como en otros edificios en Mcidfa, Bulla Regia, Sbeitla o Leptis Magna.
Los arqueólogos han encontrados dos ábsides al suroeste y al sureste; un tercero habría sido construido ulteriormente al sureste con materiales calificados de malos por Delattre. El ábside principal, el del suroeste, fue construido en el séptimo intercolumnio. Uno de los ábsides incluso estaba decorado con mosaicos con vasos y flores, entre otros ornamentos.

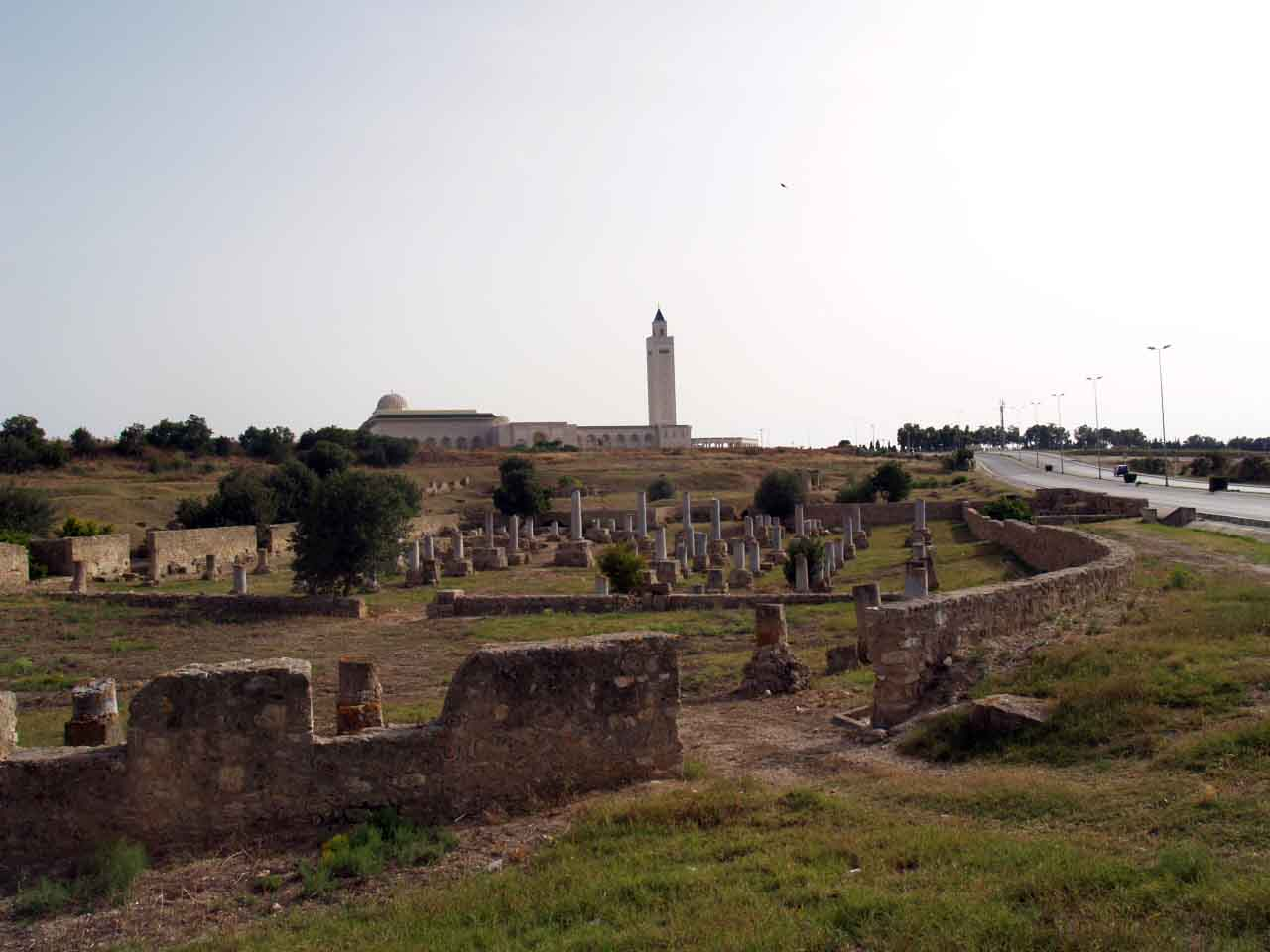
Basílica vista del lado del atrio semicircular con la mezquita El Abidine de Cartago en el plano posterior.

El muro sureste limita con salas, capillas e hipogeos. Al sur, se encuentra una segunda iglesia más pequeña (35,75 por 24,55 metros) con un baptisterio de mármol verde, muy mal preservado. Este baptisterio estaba incluido en las bases de las columnatas. A partir del siglo V, se podía administrar el bautismo, mientras que anteriormente esta ceremonia estaba reservada al obispo.
Al oeste se encontraban capillas con fines litúrgicos y una sala hipóstila con celdas y capillas a sus lados, donde los arqueólogos hallaron mosaicos funerarios y sarcófagos. En otro espacio se habrían conservado el aceite, los vasos y vestimenta necesaria para los bautismos. Delattre también señaló sobre el lado occidental una bóveda de arco con un arcosolio de una altura y longitud superior a tres metros. La cella poseía una decoración simple de mosaicos blancos y cinco arcosolios que habrían albergado sepulturas. Las excavaciones han revelado tumbas, una de las cuales contenía hilo de oro, y se empezó a llevar a cabo un estudio antropométrico de dos esqueletos.
Las cellas que pertenecían al complejo arquitectónico tenían un uso diverso: alojamiento de empleados del complejo o almacén de libros o material. Las sacristías tenían asignaciones variadas: almacenamiento de material, preparación de los miembros del clero o actos religiosos. Entre la gran iglesia y la rotonda, un edificio aseguró la unidad del complejo: los trabajos recientes han confirmado que se trataba de un secretarium que habría albergado concilios ecuménicos conocidos por los textos a inicios del siglo V.

#### Rotonda
El elemento más importante de anexos conocidos estaba ubicado al suroeste: se trata de una rotonda subterránea de 9,15 metros de diámetro interior con un cúpula. Dos escaleras simétricas, en forma de arco y en ángulo para permitir el acceso; el techo estaba todavía parcialmente recubierto de tuberías de terracota. El corredor era de 10,40 metros de largo y formó un ángulo antes de acceder a la sala subterránea. Un corredor permitía entrar y otro, salir, según Delattre a partir de una interpretación de un mosaico encontrado.

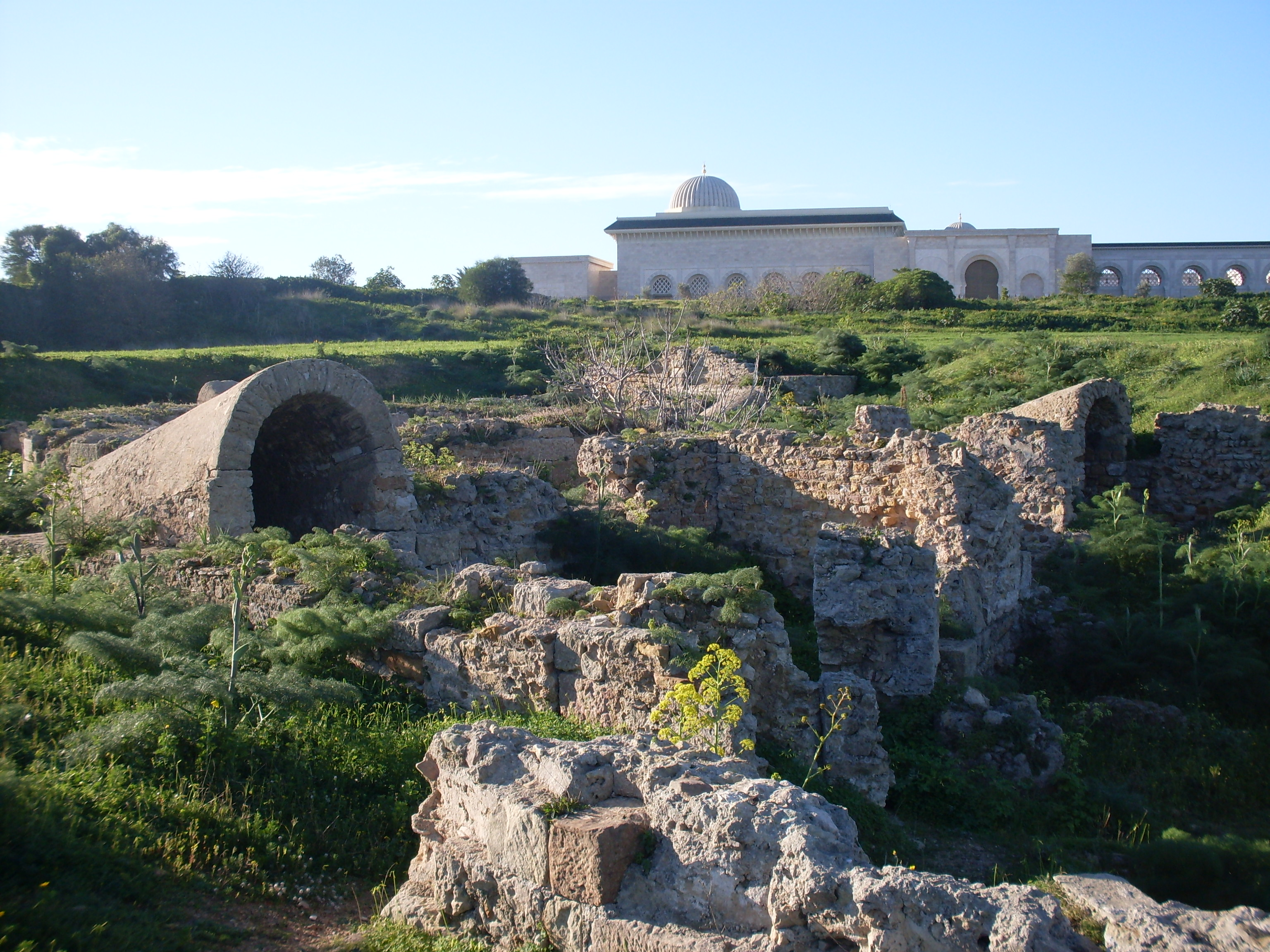
Nivel superior de la rotonda con el acceso a las escaleras.

La cripta tenía dieciséis columnas de mármol rosado, de un alto de 3,45 metros y distanciados 1,60 metros el uno del otro, así como hornacinas. Solo una columna ha quedado intacta, mientras que las otras fueron recuperados por el equipo de excavación. Capiteles de la época de Teodosio han sido hallados en el monumento y están expuestos en el Museo Nacional de Cartago. Fueron decorados de águilas o carneros y se alternaban con las hornacinas. El suelo tenía un mosaico en mal estado y un estilóbato de dos metros de diámetro que podría haber estado compuesto de columnas. Las lozas de cimentación tenían un largo de sesenta centímetros. El piso superior tenía un tholos con un deambulatorio. Una columna períptera habría sido remplazada por un macizo cuadrangular.

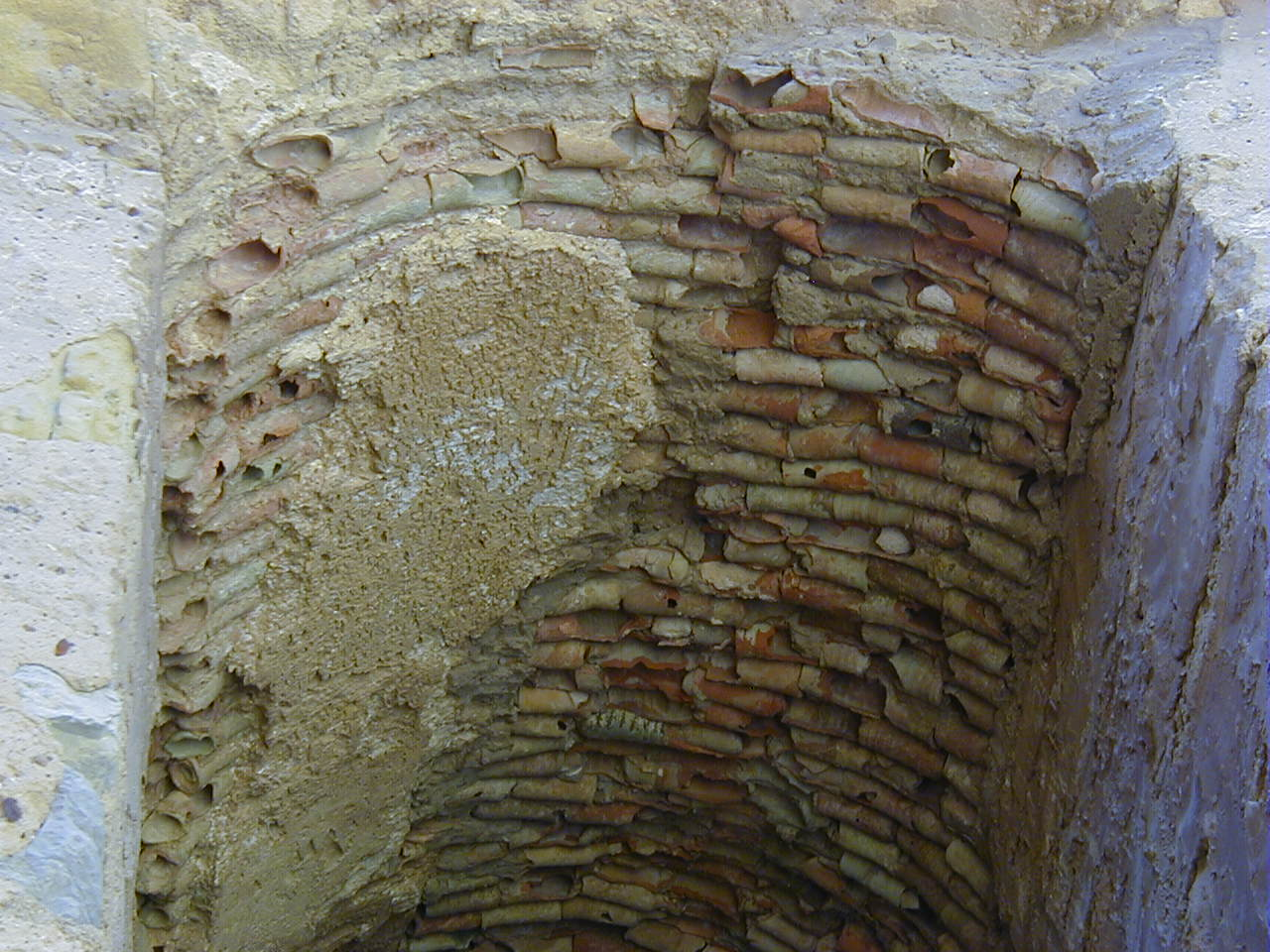
Tuberías de terracota en uno de los corredores de acceso a la rotonda subterránea.

Las excavaciones del sectores quedaron incompletas y Duval cita una exedra de 25 metros de diámetro y elementos encontrados del otro lado del camino, cuya continuidad podría sugerir una basílica en conjunción con un mausoleo. En este caso, la rotonda habría sido el ábdide del edificio basilical. La función de la construcción no es conocida con certidumbre: Delattre pensaba ver un baptisterio transformado en capilla en una época posterior. Colette Picard evoca, sea un baptisterio o una tumba. Stephen Boyadjiev, después de realizar su estudio de 1973-1974, habla de un baptisterio monumental provisto de un pórtico. Por su parte, Duval cita un conducto de agua restaurado por Alexandre Lézine, que podría apoyar la idea de una función de baptisterio; sin embargo, al final del mismo artículo, considera una «tumba de mártir o de santo, organizada para las peregrinaciones y, al lado de la cual, habría sido construida una basílica funeraria.» Las investigaciones del equipo de 1996-1997 confirmaron esta interpretación. El santo a quien se habría consagrado el martyrium no fue identificado por Duval, pero el edificio es un «dispositivo de peregrinación», según la interpretación más probable de los vestigios. La organización de los espacios estaba destinada a facilitar el movimiento de los peregrinos. Yann Le Bohec refiere una construcción alrededor de 400 para el monumento y una función de memoria.

### Obras sobre la basílica
- Delattre, Alfred Louis (1892). La Basilique de Damous El-Karita à Carthage (en francés). Adolphe Braham, Constantine. Consultado el 3 de marzo de 2012.
- Delattre, Alfred Louis (1911). «Les dépendances de la Basilique de Damous-el-Karita à Carthage». Comptes rendus de l'Académie des inscriptions et belles-lettres (en francés) 55 (7): 566-583. Consultado el 3 de marzo de 2012.
- Delattre, Alfred Louis (1912). «Les fouilles de Damous-el-Karita». Comptes rendus de l'Académie des inscriptions et belles-lettres (en francés) 56 (6): 460-476. Consultado el 3 de marzo de 2012.

#### Obras generales
- Beschaouch, Azedine (1993). La légende de Carthage (en francés). París: Éditions Gallimard. ISBN 2-07-053212-7. Consultado el 3 de marzo de 2012.
- Corbier, Paul; Griesheimer, Marc (2005). L’Afrique romaine. 146 av. J.-C. - 439 ap. J.-C. (en francés). París: Ellipses. ISBN 2-7298-2441-3.
- Duval, Noël (1991). «Basilique chrétienne africaine». Enciclopedia bereber (en francés) IX. pp. 1371-1377.
- Duval, Noël (1972). «Études d’architecture chrétienne nord-africaine». Mélanges de l’École française de Rome. Antiquité (en francés) 84 (2): 1071-1172. Consultado el 3 de marzo de 2012.
- Duval, Noël (1993). «Les monuments de culte chrétien et les cimetières [de Carthage]». Enciclopedia bereber (en francés) XII. pp. 1804-1810.
- Ennabli, Abdelmajid, ed. (1992). Pour sauver Carthage. Exploration et conservation de la cité punique, romaine et byzantine (en francés). París: Unesco. ISBN 92-3-202782-8. Consultado el 3 de marzo de 2012.
- Ennabli, Abdelmajid; Slim, Hédi (1993). Carthage. Le site archéologique (en francés). Túnez: Cérès.
- Ennabli, Liliane (1997). Carthage, une métropole chrétienne du IVe à la fin du VIIe siècle (en francés). París: CNRS.
- Laronde, André; Golvin, Jean-Claude (2001). L’Afrique antique (en francés). París: Taillandier. ISBN 2-235-02313-4.
- Le Bohec, Yann (2005). Histoire de l’Afrique romaine (en francés). París: Picard. ISBN 2-7084-0751-1.
- Picard, Colette (1951). Carthage (en francés). París: Les Belles Lettres.